# سلطعون غريب
سلطعون غريب (الاسم العلمي: Xenograpsus)، هو جنس من القشريات ينتمي إلى فصيلة أحادية النمط سلطعونات غريبة.
توجد أنواعه في جنوب شرق آسيا ونيوزيلندا.
الأنواع
- Xenograpsus ngatama McLay, 2007
- Xenograpsus novaeinsularis Takeda & Kurata, 1977
- Xenograpsus testudinatus N.K.Ng, J.-F.Huang & Ho, 2000